# بيل ووكر
بيل ووكر (بالإنجليزية: Bill Walker)‏ هو سياسي كندي، ولد في 1966 في ساوث بروس بينيسولا في كندا. حزبياً، نشط في حزب أونتاريو المحافظ التقدمي. وقد انتخب عضو برلمان مقاطعة أونتاريو.

## وصلات خارجية
- الموقع الرسمي